# سينت أو إس
سينت أو إس (بالإنجليزية: CentOS) هي توزيعة لينكس حرَّة، ومجانية، ومفتوحة المصدر موجَّهة للخوادم. مبنية على ريدهات و تستعمل نظام آر بي إم للتحزيم مدعومة من قبل مجتمع سينت أو إس وشركة LayeredTech.
في ديسمبر 2020 أعلنت ريد هات عن إيقاف تطوريها لسينت أو إس. ردًّا على ذلك، قام مؤسس سينت أو إس الأصلي بإنشاء توزيعة روكي لينكس كبديل لسينت أو إس.
على الرغم من إنتهاء تطوير التوزيعة، فإن تطوير سينت أو إس ستريم سيستمر.

## التاريخ
صدر أول إصدار من سينت في مايو 2004، مرقمة بالإصدار 2. منذ الإفراج عن الإصدار 7.0، فإن سينت أو إس يدعم رسميا فقط الهندسة المعمارية x86-64، في حين أن الإصدارات القديمة من 7.0 تدعم 32 بت. اعتبارا من ديسمبر 2015، إصدارات التحديثات الدائمة من سينت أو إس 7 متاحة للمعمارية ARMv7hl و AArch64.
في يوليو 2010، تفوقت سينت أو إس على دبيان لتصبح التوزيعة الأكثر شعبية لخوادم الويب، مع ما يقرب من 30٪ من جميع خوادم الويب المستخدمه. لكن دبيان استعاد الصدارة في يناير 2012.
في يناير 2014، أعلنت ريد هات أنها سترعى مشروع سينت أو إس، «مما يساعد على إنشاء منصة مناسبة تماما لاحتياجات المطورين مفتوحة المصدر التي تدمج التقنيات في نظام التشغيل». ونتيجة لهذه التغييرات، تم نقل ملكية العلامات التجارية سينت أو إس إلى ريد هات، التي توظف الآن معظم المطورين على رأسهم رئيس سينت أو إس. ومع ذلك، فإنها تعمل كجزء من فريق المصدر المفتوح والمعايير ريد هات، والتي تعمل بشكل منفصل عن فريق ريد هات إنتربرايز لينوكس. وأنشئ أيضا مجلس إدارة جديد تابع للجنة المركزية.

### تاريخ الإصدارات
بناءاً على دورة حياة إصدارات ريد هات إنتربرايز لينكس، فإن إصدارات سينت أو إس 5، و6، و7 سيتم دعمهم لعشر سنوات. في السابق تم دعم سينت أو إس 4 لسبع سنين فقط.
| إصدار سينت أو إس                   | تاريخ الإطلاق | التحديثات الكاملة | تحديثات الصيانة |
| ---------------------------------- | ------------- | ----------------- | --------------- |
| 3                                  | 2004-03-19    | 2006-07-20        | 2010-10-31      |
| 4                                  | 2005-03-09    | 2009-03-31        | 2012-02-29      |
| 5                                  | 2007-04-12    | 2014-01-31        | 2017-03-31      |
| 6                                  | 2011-07-10    | 2017-05-10        | 2020-11-30      |
| 7                                  | 2014-07-07    | 2020-08-06        | 2024-06-30      |
| 8                                  | 2019-09-24    | 2021-12-31        | 2021-12-31      |
| غير مدعومإصدار قديم، ما يزال مدعوم |               |                   |                 |

## التصميم
توزيعة ريد هات إنتربرايز لينكس متاحة فقط من خلال خدمة الاشتراك المدفوعة التي توفر الوصول إلى تحديثات البرامج ومستويات مختلفة من الدعم الفني. ويتكون المنتج إلى حد كبير من حزم البرمجيات الموزعة بموجب تراخيص البرمجيات الحرة ويتم نشر شفرة المصدر لهذه الحزم من قبل ريد هات.
يستخدم مطورو سينت أو إس شفرة مصدر ريد هات لإنشاء منتج نهائي يشبه إلى حد كبير ريد هات إنتربرايز لينكس . تم تغيير العلامة التجارية والشعارات ل ريد هات لأن ريد هات لا تسمح بإعادة توزيعها. سينت أو إس هو متاح مجانا. يتم توفير الدعم الفني في المقام الأول من قبل المجتمع عن طريق القوائم البريدية الرسمية، والمنتديات على شبكة الإنترنت، وغرف الدردشة.
وينتمي المشروع إلى ريد هات ولكن يتطلع إلى أن تكون أكثر علنية، مفتوح، وشامل. في حين أن ريد هات توظف معظم المطورين.
مشروع سينت أو إس نفسه يعتمد على التبرعات من المستخدمين والجهات الراعية.

## سينت أو إس ستريم
سينت أو إس ستريم هي توزيعة وسيطة بين منبع فيدورا لينكس ومصب ريد هات إنتربرايز لينكس. أول إصدار للتوزيعة كان سينت أو إس ستريم 8 والذي أطلق في 24 سبتمبر 2019، وتبعه سينت أو إس ستريم 9 في 3 ديسمبر 2021.